# Gouvernante

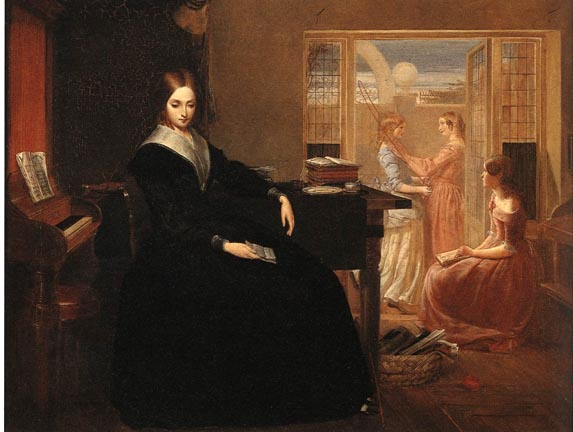
Richard Redgrave, 1844: Die Gouvernante

Gouvernante (von lat. gubernare, dt. lenken, leiten) ist eine veraltete Bezeichnung für Hauslehrerin oder Erzieherin. Der Begriff wird heutzutage nur noch selten benutzt und hat einen negativen Beiklang bekommen. „Gouvernantenhaft“ wird beispielsweise ein strenger, nicht unbedingt vorteilhaft wirkender Kleidungsstil genannt. In abgewandelter Bedeutung ist er heute noch in der Hotellerie gebräuchlich: Als Etagen-Gouvernante wird in der Schweiz die Hausdame bezeichnet, welche die Zimmermädchen in ihrer Arbeit anleitet.
Ursprünglich waren es Familien des Hochadels, die die Erziehung von Kleinkindern oder älteren Töchtern einer Gouvernante oder Hofmeisterin anvertrauten. In Großbritannien wurde es ab der zweiten Hälfte des 18. Jahrhunderts auch in bürgerlichen Kreisen üblich, eine Gouvernante zu beschäftigen. In Deutschland und Frankreich blieb die Anstellung einer Gouvernante dagegen vorwiegend auf Familien des Großbürgertums und des Adels begrenzt.
Für Frauen der gebildeten Mittelschicht war die Tätigkeit einer Gouvernante über zwei Jahrhunderte eine der wenigen Möglichkeiten, einen standesgemäßen Beruf auszuüben. Er wurde fast ausschließlich von Frauen ergriffen, die an einem bestimmten Punkt ihrer Biografie keinen Vater, Ehemann oder Bruder hatten, der für ihren Lebensunterhalt aufkam, und die daher für sich selbst sorgen mussten oder wollten. In Großbritannien sahen sich um die Mitte des 19. Jahrhunderts so viele Frauen gezwungen, auf diese Weise ihren Broterwerb zu verdienen, dass man vom „Gouvernantenelend“ sprach. Darunter verstand man materielle Notlage, Kränkung des Selbstwertgefühls durch das geringe Ansehen dieses Berufes, Missachtung ihrer individuellen Bedürfnisse und den Kampf um einen standesgemäßen Beruf auf einem Arbeitsmarkt, der Frauen im Vergleich zu Männern nur sehr begrenzte Möglichkeiten bot. Entsprechend breiten Raum nimmt die Gouvernante in der englischen Literatur dieser Zeit ein. Romane wie Jane Eyre von Charlotte Brontë und Agnes Grey von deren Schwester Anne Brontë haben das Bild der Gouvernante bis heute geprägt. In anderen europäischen Ländern bedingten andere gesellschaftliche Verhältnisse und eine frühere Verschulung der Mädchenerziehung, dass sich der Beruf der Gouvernante nicht zu einem vergleichsweise starken Symbol spezifisch weiblicher Benachteiligung entwickelte.
Der Ausübung der Rolle der Gouvernante ging zumindest in Großbritannien lange Zeit keine pädagogische Ausbildung voraus. Allein die Abstammung aus einer „guten“ Familie begründete das Recht auf seine Ausübung. In Deutschland dagegen gab es erste Lehrerinnenseminare bereits zu Beginn des 19. Jahrhunderts. Mit zunehmendem Tempo entstanden weitere Ausbildungsstätten für Lehrerinnen, deren Absolventinnen häufig zeitweilig in Privathäusern arbeiteten. Sie wurden zunehmend häufiger als Erzieherinnen und Hauslehrerinnen bezeichnet. Die Gouvernante, die lange Zeit die erwerbstätige Frau in einem qualifizierten Beruf schlechthin verkörperte, steht deshalb auch für das Vordringen von Frauen in einen qualifizierten Erwerbsbereich, als die bürgerliche Vision der Geschlechterverhältnisse Frauen lediglich die Rolle der Gattin, Hausfrau und Mutter zustand.
Beispielhaft für Frauen, die zeitweilig als Gouvernante arbeiteten, sind die Schriftstellerinnen Anne und Charlotte Brontë, die Frauenrechtlerin Mary Wollstonecraft, die spätere Friedensnobelpreisträgerin Bertha von Suttner, die Chemie- und Physik-Nobelpreisträgerin Marie Curie, die Salonnière Henriette Herz, die deutschen Frauenrechtlerinnen Minna Cauer, Helene Lange, Auguste Schmidt, Franziska Tiburtius, Clara Zetkin und die Zoologin Katharina Heinroth.

## Quellenlage

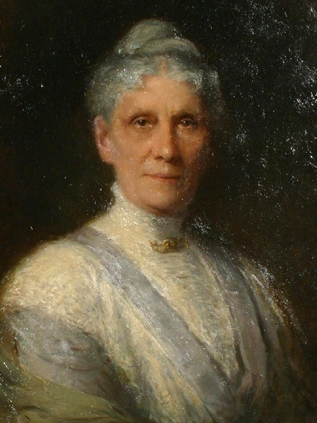
Robert Harris (1849–1919): Anna H. Leonowens (Ausschnitt), die fünf Jahre lang am siamesischen Hof als Gouvernante arbeitete

## Höfische Herkunft

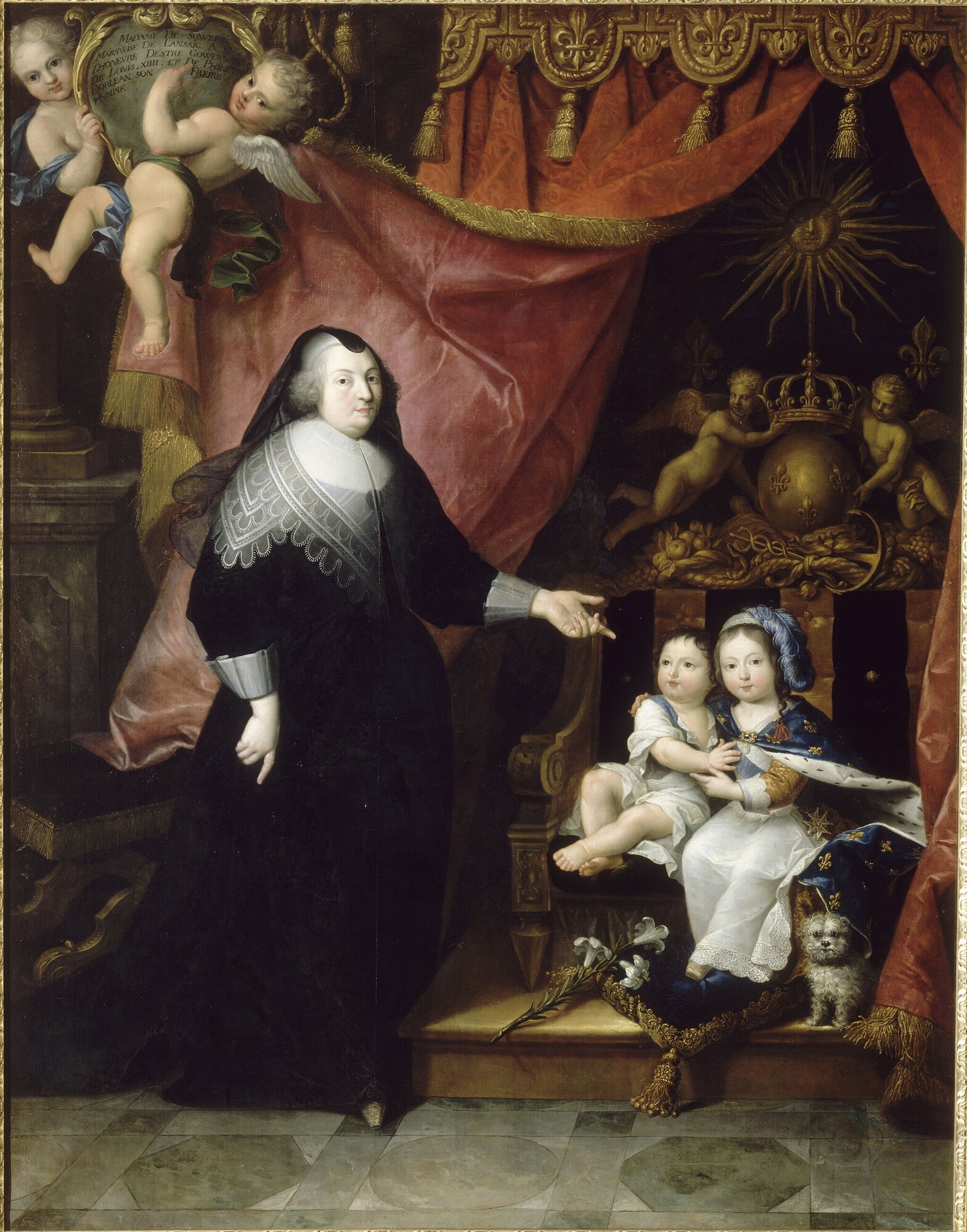
Ludwig XIV. mit seinem Bruder Philippe und der Erzieherin Madame Lansac

### François Fénelon und Jeanne-Marie Leprince de Beaumont

Jeanne-Marie Leprince de Beaumont (Porträt auf Elfenbein, anonym, 18. Jhdt.)

### Madame de Genlis

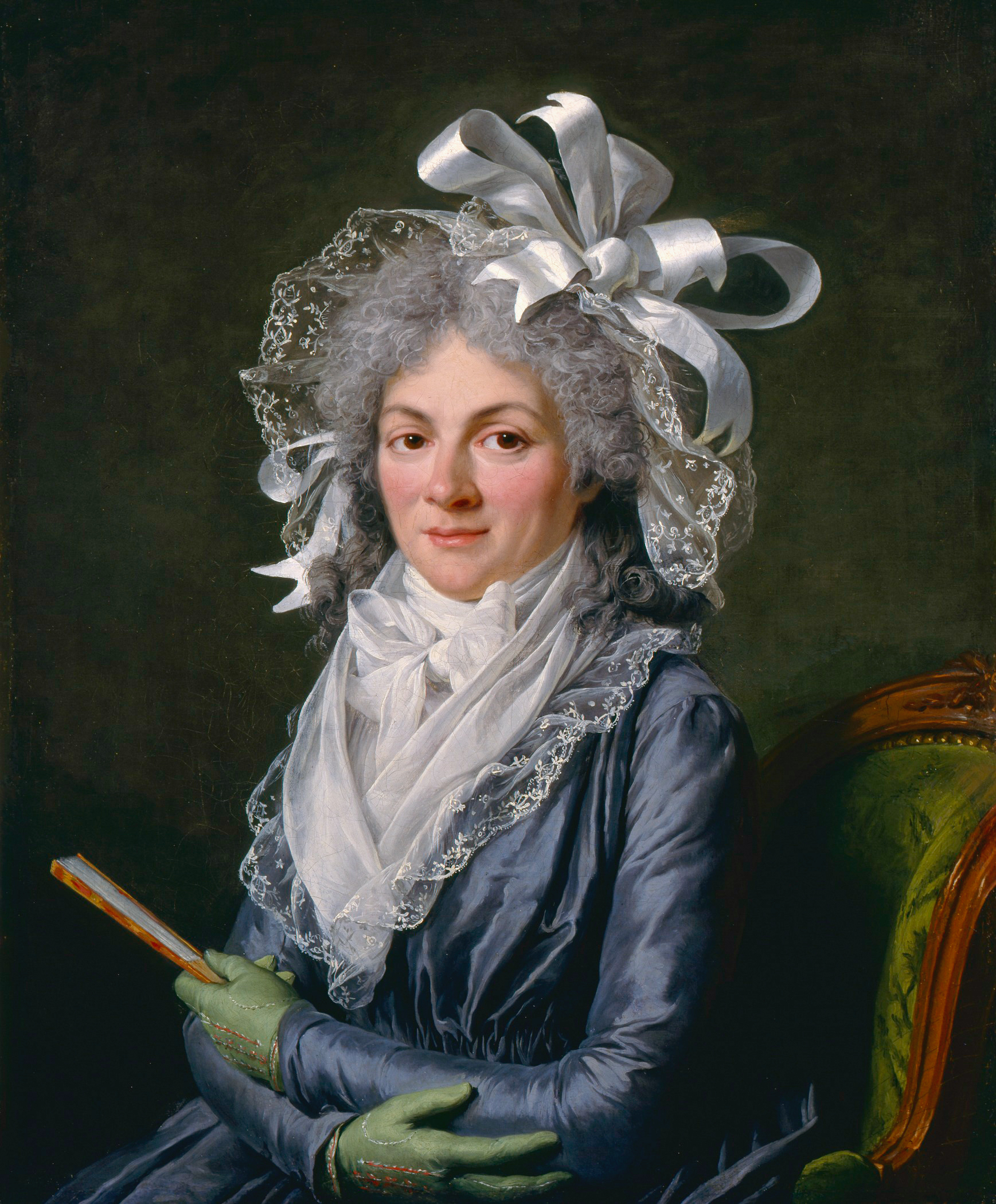
Madame de Genlis, gemalt von Adélaïde Labille-Guiard im Jahr 1780

### Gouvernantentätigkeit als Erwerbsmöglichkeit vermögensloser Frauen des Bürgertums

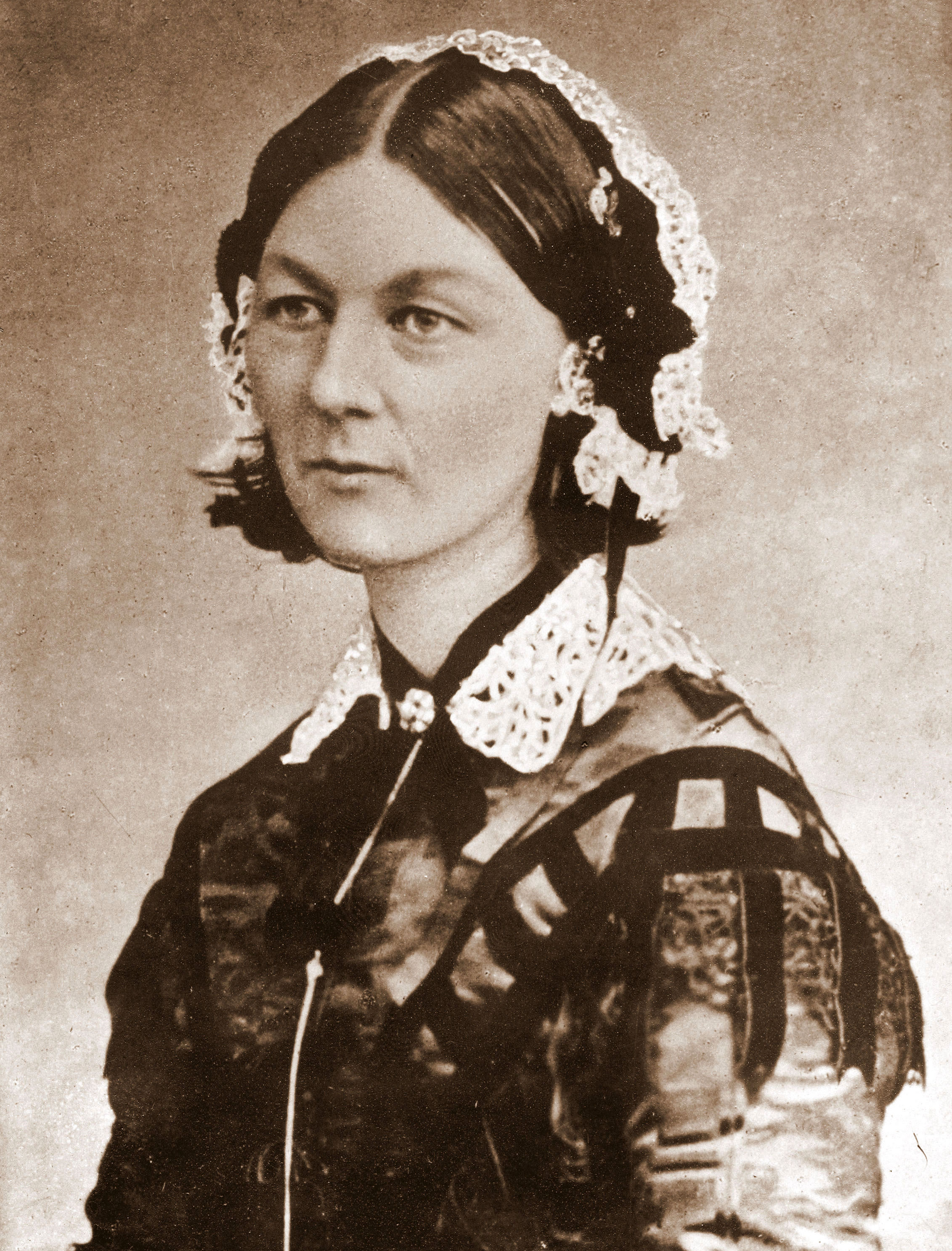
Florence Nightingale, ca. 1850er Jahre

### Gouvernantenelend in Großbritannien

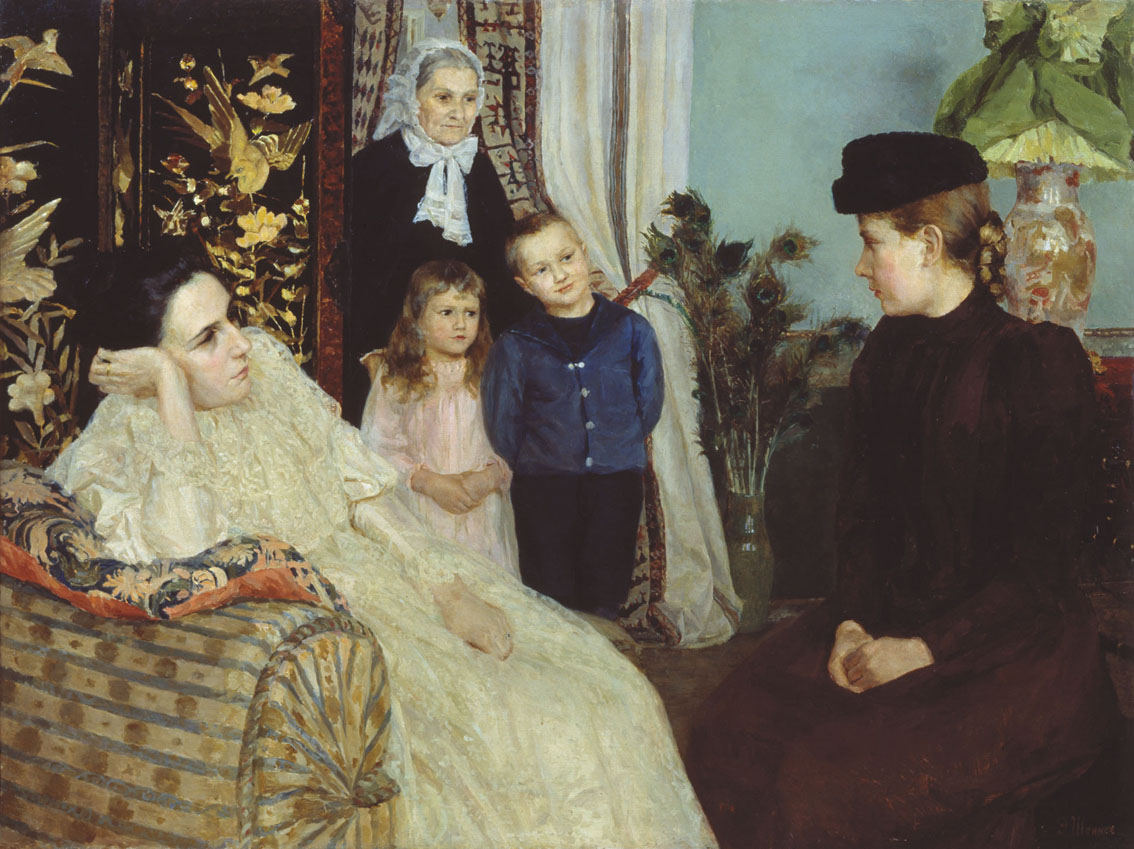
Emily Shanks: Beim Einstellen einer Gouvernante

### Herkunft

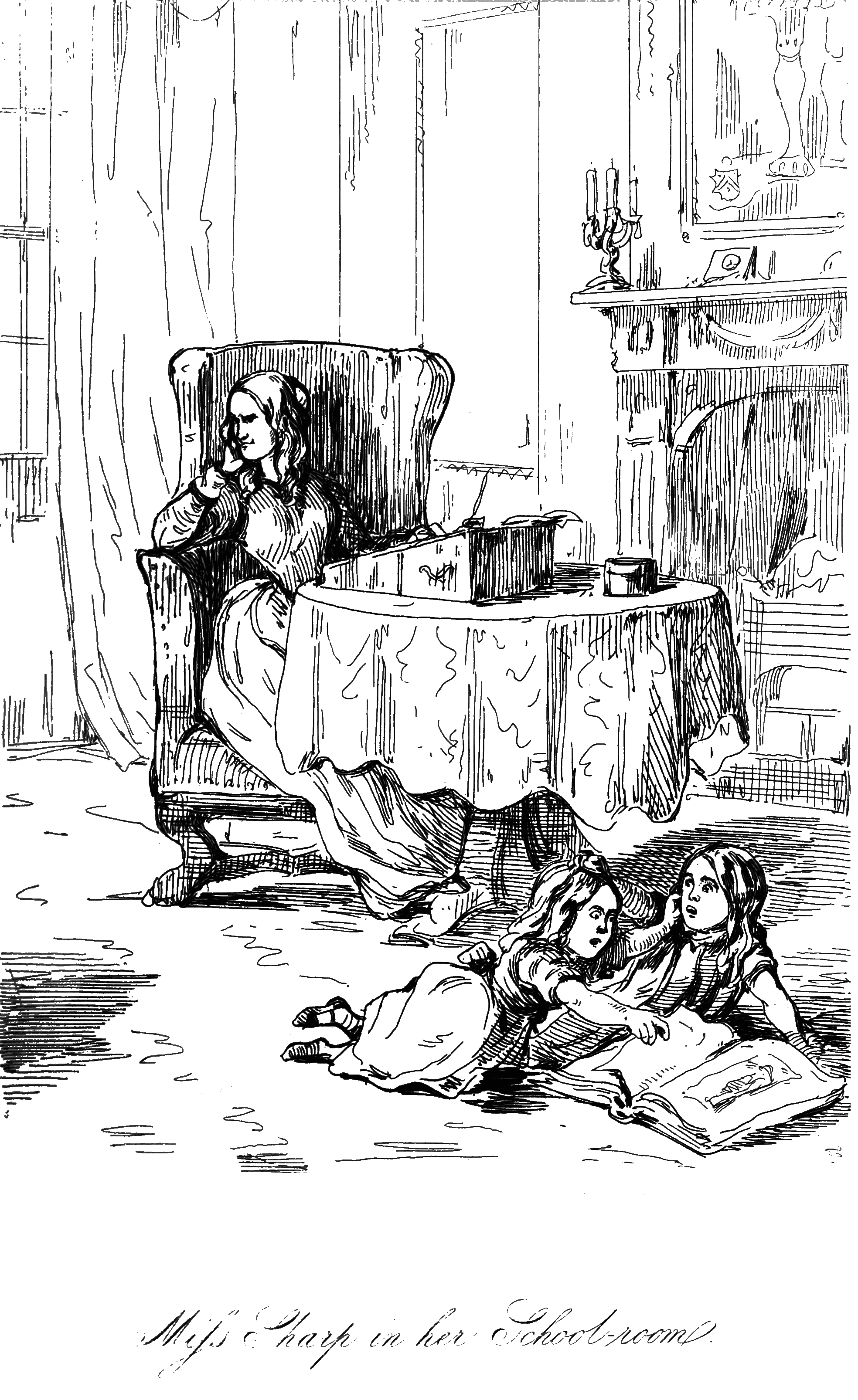
Illustration zu William Makepeace Thackerays Roman Vanity Fair. Die skrupellose Becky Sharp, deren sozialer Aufstieg mit dem Antritt einer Gouvernantenstelle begann, verkörperte all die Eigenschaften, die Eltern an einer Gouvernante fürchteten.

### Gehalt

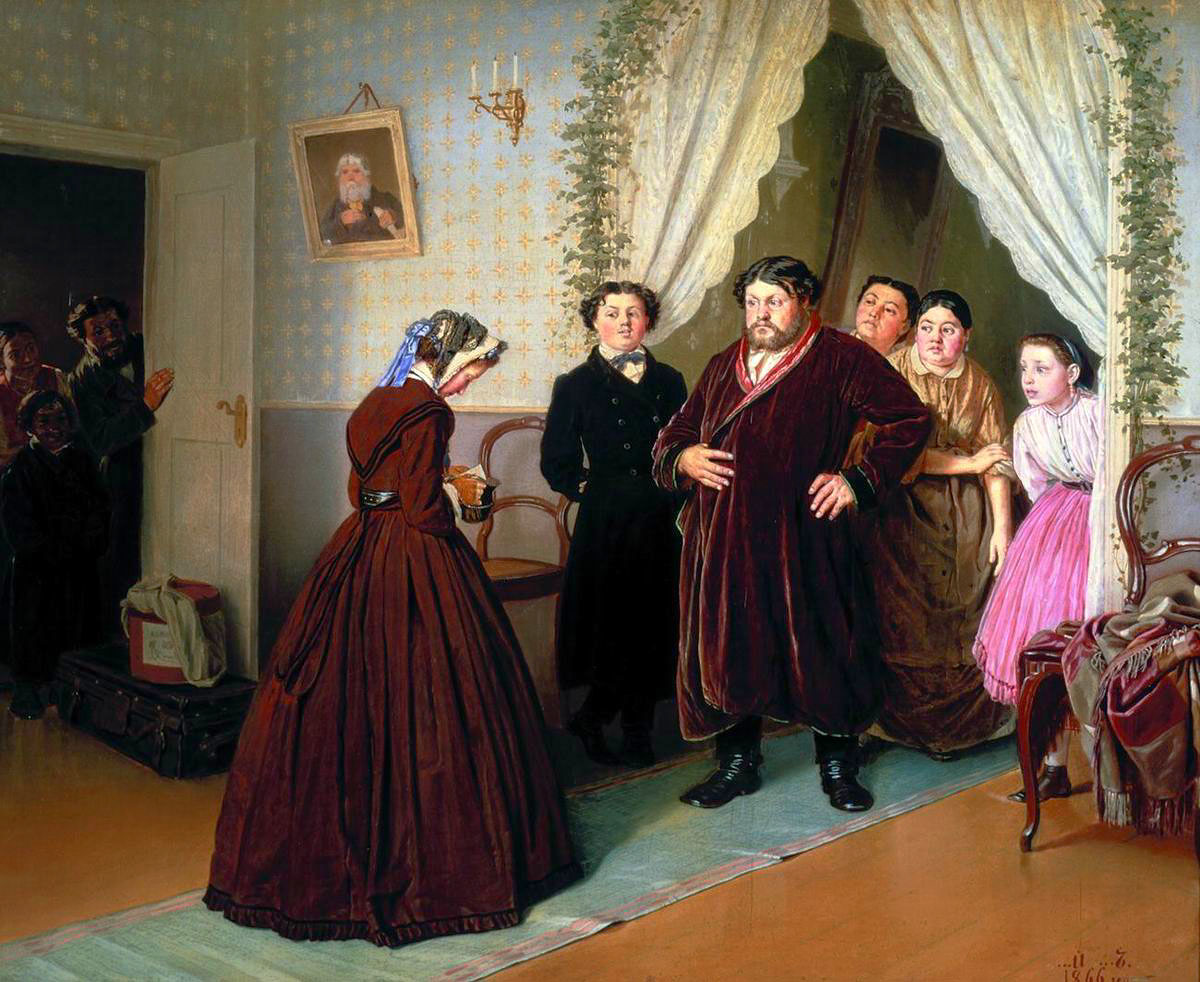
Wassilij Grigorjewitsch Perow: Ankunft der Gouvernante in einer Kaufmannsfamilie

### Sozialer Status

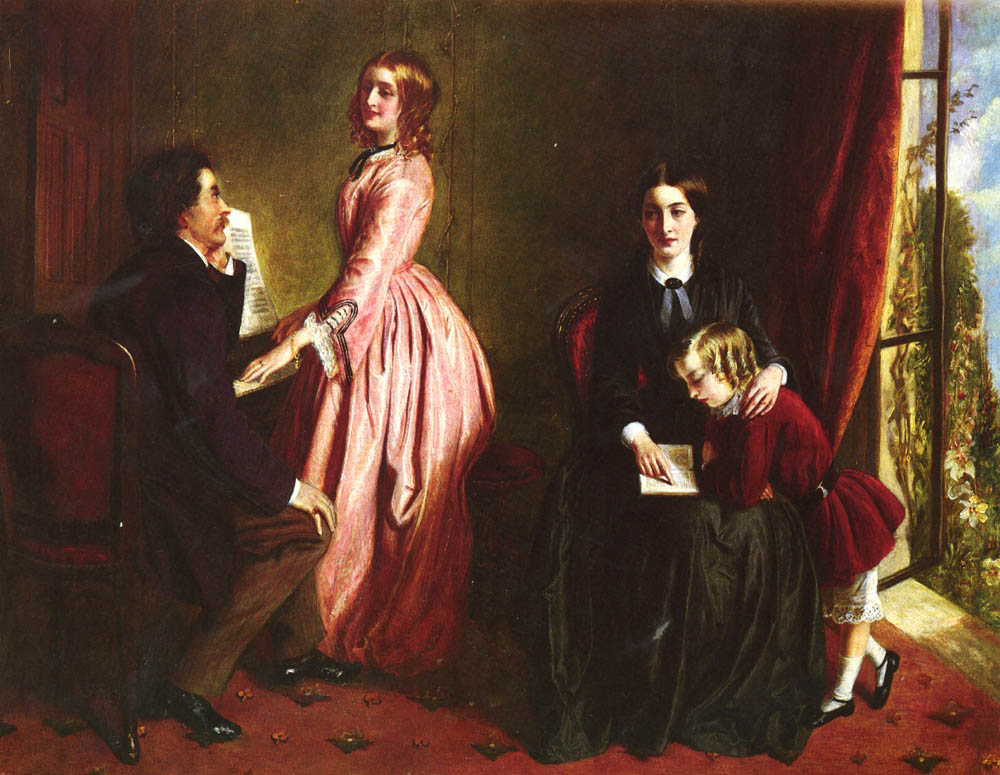
Rebecca Solomon: The Governess, 1854. Die dunkel und schlicht gekleidete Gouvernante sitzt rechts mit dem ihr anvertrauten Kind.

#### Formen der Gouvernantentätigkeit und Unterrichtsinhalte

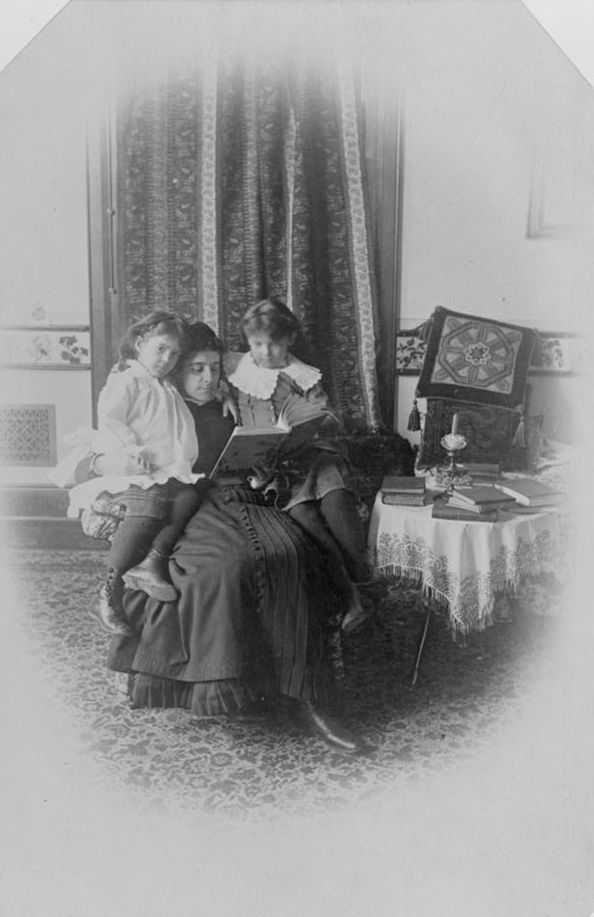
Marian Hubbard Daisy Bell und Elsie May Bell mit ihrer Gouvernante, ca. 1885

#### Arbeitsalltag

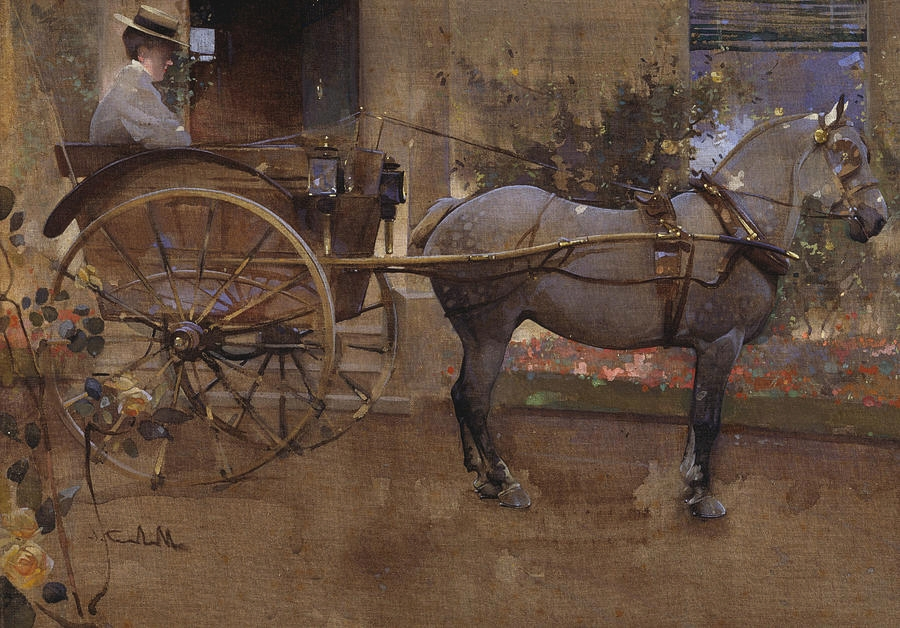
Joseph Crawhall: The Governess Cart. Der Tonneau galt als besonders sichere Kutsche, die häufig von Gouvernanten genutzt wurde, um ihre Zöglinge spazieren zu fahren.